# Shkrel
Shkrel là một xã trong quận Malesia e Madhe thuộc hạt Shkodër, Albania. Dân số năm 2005 là 5076 người.